# ナンテンハギ
ナンテンハギ（南天萩、学名: Vicia unijuga）とは、マメ科ソラマメ属の多年草である。別名、アズキナ（あすき菜）、フタバハギ、タニワタシともよばれる。和名の由来は、漢字で南天萩と書き、ナンテンの葉に似ていることから名付けられている。別名のフタバハギは、小葉が2枚であることから二葉萩の意味である。中国名（漢名）は歪頭菜、歪頭葉。

## 分布・生育地
日本の北海道・本州・四国・九州、およびサハリン、朝鮮半島、中国、満州、モンゴル、東シベリア、オーストラリアに分布する。平地から低山地、丘陵地などの日当たりのよい草地や林縁、明るい林の林床、田畑のあぜ、土手などに群生し、ふつうに見られる。

## 特徴
野生の多年生の草本。一つの株から多数の芽を出して、茎が根元から束になって生えて直立、または斜めに伸び、草丈が30 - 100センチメートル (cm) になり、長く伸びると他の植物にもたれかかるようになる。茎には稜がある。地下には木質の太い根茎があり、そこから数本の茎が出る。
葉は直立した茎に互生し、卵形の小葉が2枚向かい合って1組になる複葉がつく。小葉の形はナンテンに似ており、卵形から狭卵形、長さ4 - 7 cm、幅4.5 - 4 cmあり、先は鋭く尖る。複葉の基部に2枚の托葉がある。マメ科植物は葉の先が巻きひげになるものが多いが、ナンテンハギには巻きひげはほとんどない。
花期は初夏から秋（6 - 10月）で、葉のつけ根から出た花序に、紅紫色から青紫色の蝶形花をややまばらに10個ぐらいつける。葉腋から出る総状花序は、基部で2つに枝分かれすることが多い。花の長さは12 - 18ミリメートル (mm) 。萼は筒状。花には短い柄があり、その基部には長さ1 mmの苞があるが、開花時には落ちてしまう。
果実は豆果（莢）で扁平な狭楕円形、長さ2.5 - 3 cm、幅約6 mm、無毛で、熟すと茶褐色となり、3 - 7の種子が入る。種子は球形から横楕円体で径約3 mm、黒褐色。種皮はやや粗面で光沢はない。線形のへそは、腹面の長さとほぼ同長。結実率はあまりよくなく、果実の種子数は不明。成熟すると莢がはじけて、中の種子を勢いよく飛ばして散布する。染色体数 2n = 12。
よく似た近縁種にヨツバハギ（Vicia nipponica）がある。

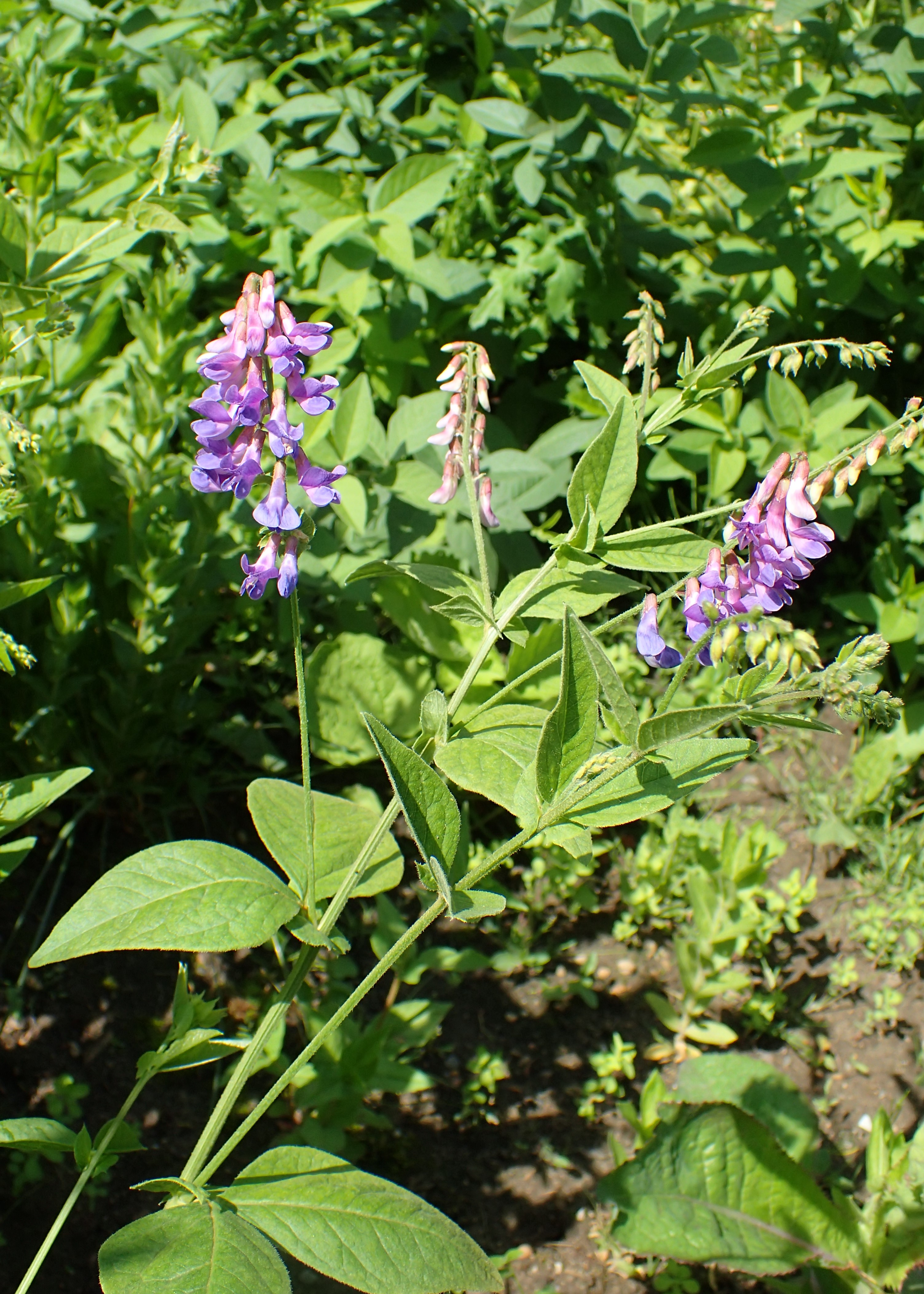
草姿
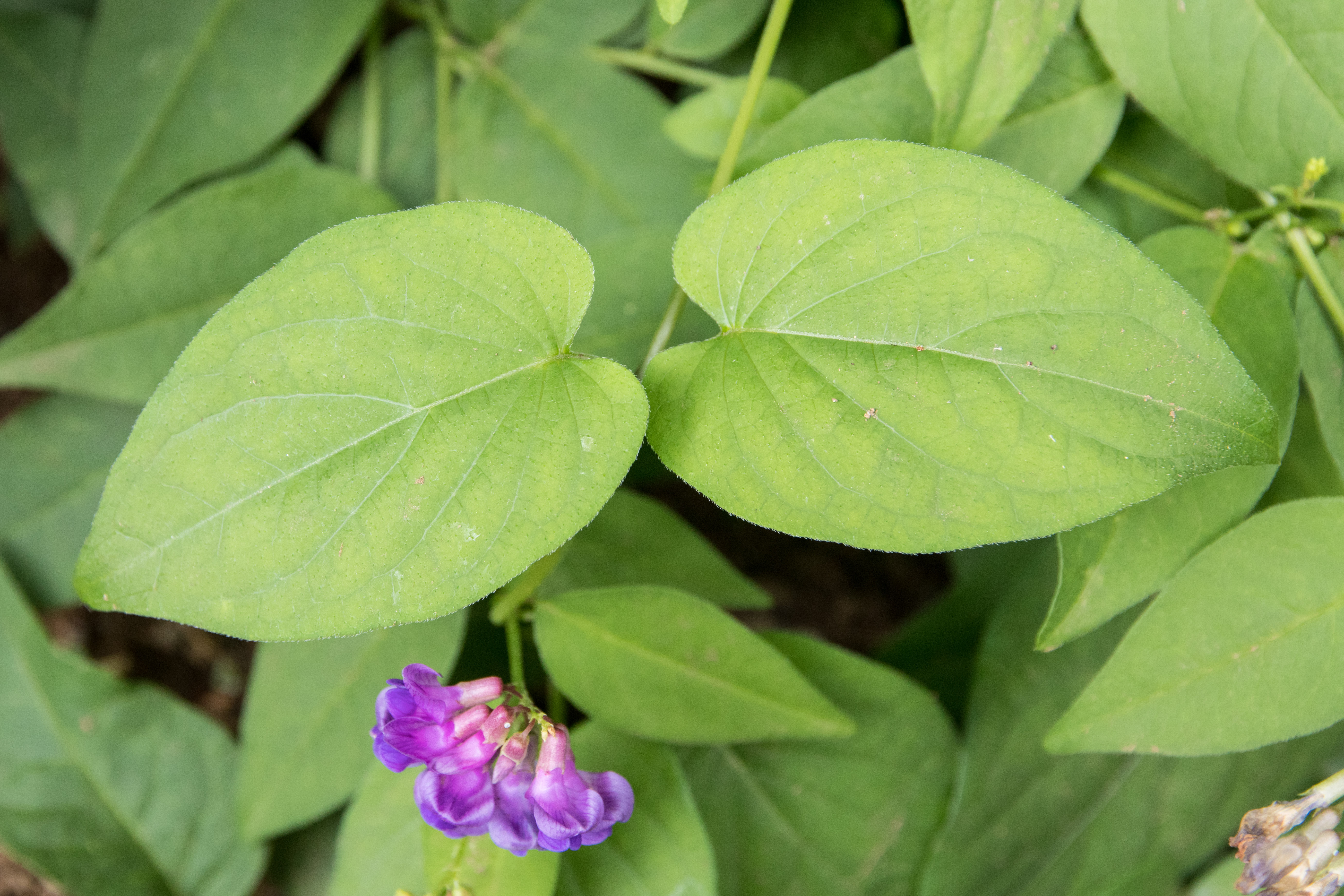
葉
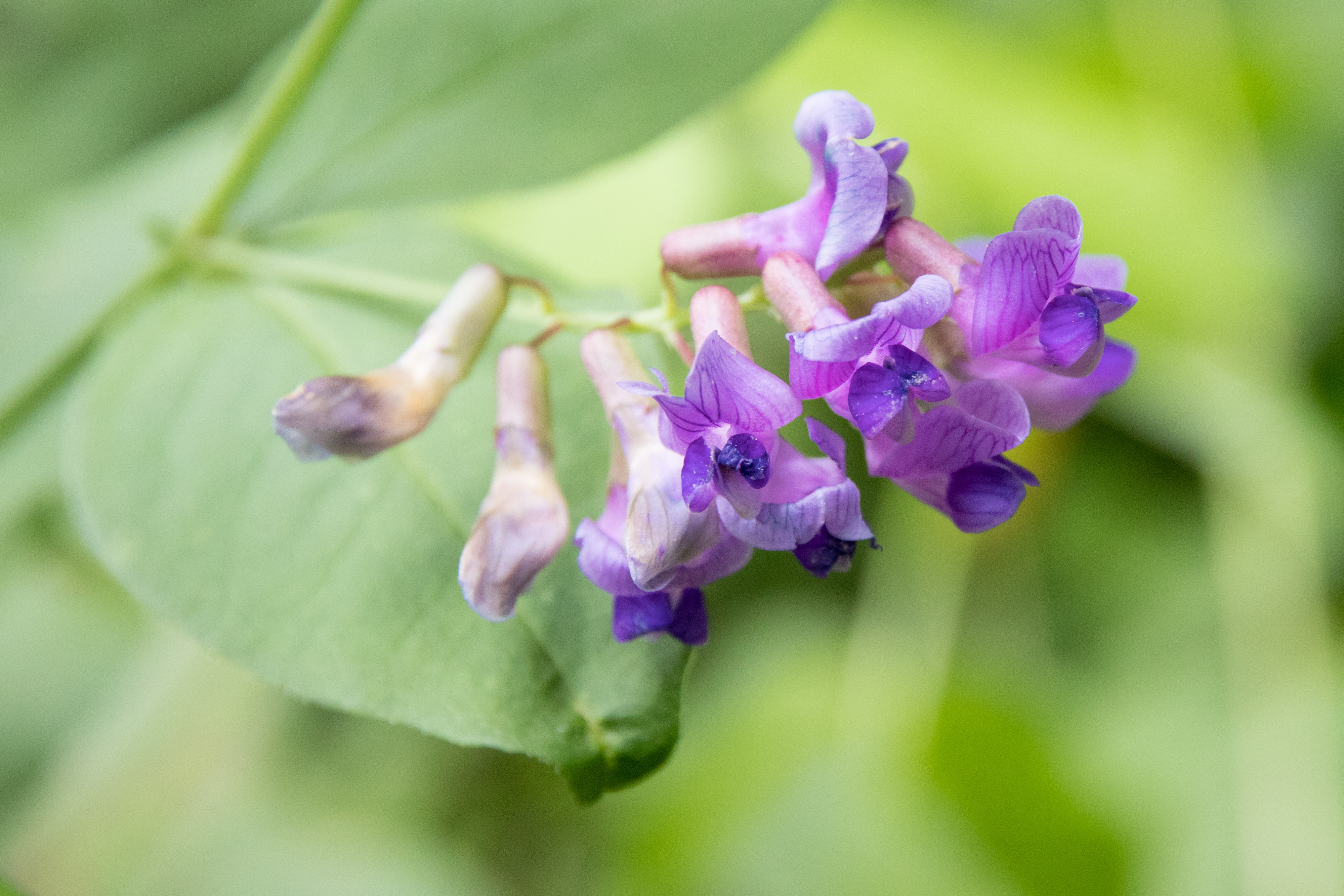
花序

## 利用
若芽や若葉は山菜として食用とする。観賞用に栽培されることもある。主な品種にフジガエソウ　(f. angusifolia Makino) がある。
中国では若葉や根を三鈴子とよんで、強壮に用いる。また中国では歪頭菜と呼ばれ、根を含めた全草を乾燥させて煎じたものを漢方としている。目眩や疲労を緩和する効果があると言う。

## 食用
3 - 4月ごろの若芽、若葉、花が食用になる。若葉は各地で山菜として親しまれているため地方名がいくつかあり、アズキナやアズキハギと称して食べられている。寒冷地では4 - 5月ごろが採取時期になる。灰汁やクセがなく、まろやかな甘味と香味があり、昔から親しまれている。さまざまな料理にも向き、さっと茹でてから水にさらしてお浸しや和え物、煮物、油炒めにするほか、薄く衣を付けて天ぷらにする。佃煮にすると保存がきく。夏から秋の花は、軽く茹でて酢の物やサラダの彩りにする。